# Nestlé
Pour les articles homonymes, voir Nestle.
Nestlé (prononciation : /nɛs.le/) est une multinationale suisse fondée en 1873 par Henri Nestlé. Elle est un des plus importants acteurs de l'industrie agroalimentaire de la planète. Son siège social est situé à Vevey, en Suisse.
Depuis son origine, elle a pour logo un nid (Nest en allemand ; Nestle = petit nid en souabe) occupé par trois, puis deux (pour rester représentatif de la famille moyenne) oiseaux nourris par un adulte.
Nestlé commercialise un large éventail de produits et boissons pour l'alimentation humaine et animale.
Elle détient une centaine de marques différentes et est présente dans l'eau potable (Vittel, Aquarel, San Pellegrino, Perrier), les snacks (Kit Kat, Smarties, Lion), le café (Ricoré, Nespresso, Nescafé), l'alimentation surgelée (pizza Buitoni), le lait pour enfants (Nidal, Nido), les céréales (Cheerios, Chocapic) ou l'alimentation pour animaux (Purina).
Avec un chiffre d'affaires de 94,4 milliards de francs suisses en 2023, Nestlé est classée par Forbes comme première entreprise agroalimentaire au monde. Elle est aussi la seconde plus grande entreprise laitière.
Nestlé est également actionnaire majeur du groupe L'Oréal dont elle détient environ 20 % des actions.
Le groupe est coté à la SIX Swiss Exchange de Zurich.
Depuis les années 1970, le groupe est à l'origine de plusieurs scandales alimentaires et sanitaires fortement médiatisés (boycott suite à la parution de l'étude dite des "Baby killers" sur la promotion des substituts du lait maternel dans les pays du tiers-monde ; contaminations des sources Perrier ; contamination par la mélamine de produits laitiers chinois ; taux de plomb anormalement élevé dans des produits destinés au marché indien ; pizzas Buitoni contaminés ayant conduit à la mort de deux enfants ; apport de sucre dans les produits pour bébés distribués dans les pays pauvres).

## Histoire

### Débuts de Nestlé

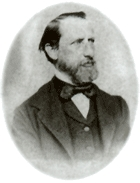
Henri Nestlé.

À partir de 1873, Henri Nestlé (jusqu’en 1839, Heinrich Nestle), à près de soixante ans, se met à la recherche d'un acquéreur pour reprendre son entreprise. Celle-ci est rachetée, après des négociations hésitantes, au prix d'un million de francs suisses, par les trois associés Jules Monnerat, syndic de Vevey et ancien député, Pierre-Samuel Roussy, meunier et fournisseur de Henri Nestlé, et Gustave Marquis, neveu de Jules Monnerat et propriétaire au Châtelard sur Montreux. Pierre-Samuel Roussy, qui conduit les négociations avec Henri Nestlé, offre à ce dernier pour conclure la transaction un équipage à six chevaux blancs qui, par son luxe, restera longtemps dans la mémoire des habitants de la région. Les œillères des chevaux portent déjà l'insigne qui sera plus tard le logo de Nestlé. C'est le 8 mars 1875 que la société anonyme Nestlé est constituée avec pour administrateurs Jules Monnerat, Pierre-Samuel Roussy et Gustave Marquis, sous la nouvelle raison sociale « Farine Lactée Henri Nestlé ». Henri Nestlé a cédé aux trois associés non seulement ses installations et sa clientèle, mais également son nom qui est devenu leur propriété commerciale, ainsi que le procédé de fabrication et tous les brevets d'invention délivrés à Henri Nestlé dans divers pays, sa signature commerciale et sa correspondance médicale. La signature de la transaction se fit comme le voulait la loi vaudoise de l'époque, en présence de deux témoins dont l'un fut Daniel Peter, qui deviendra connu pour l'invention du chocolat au lait.

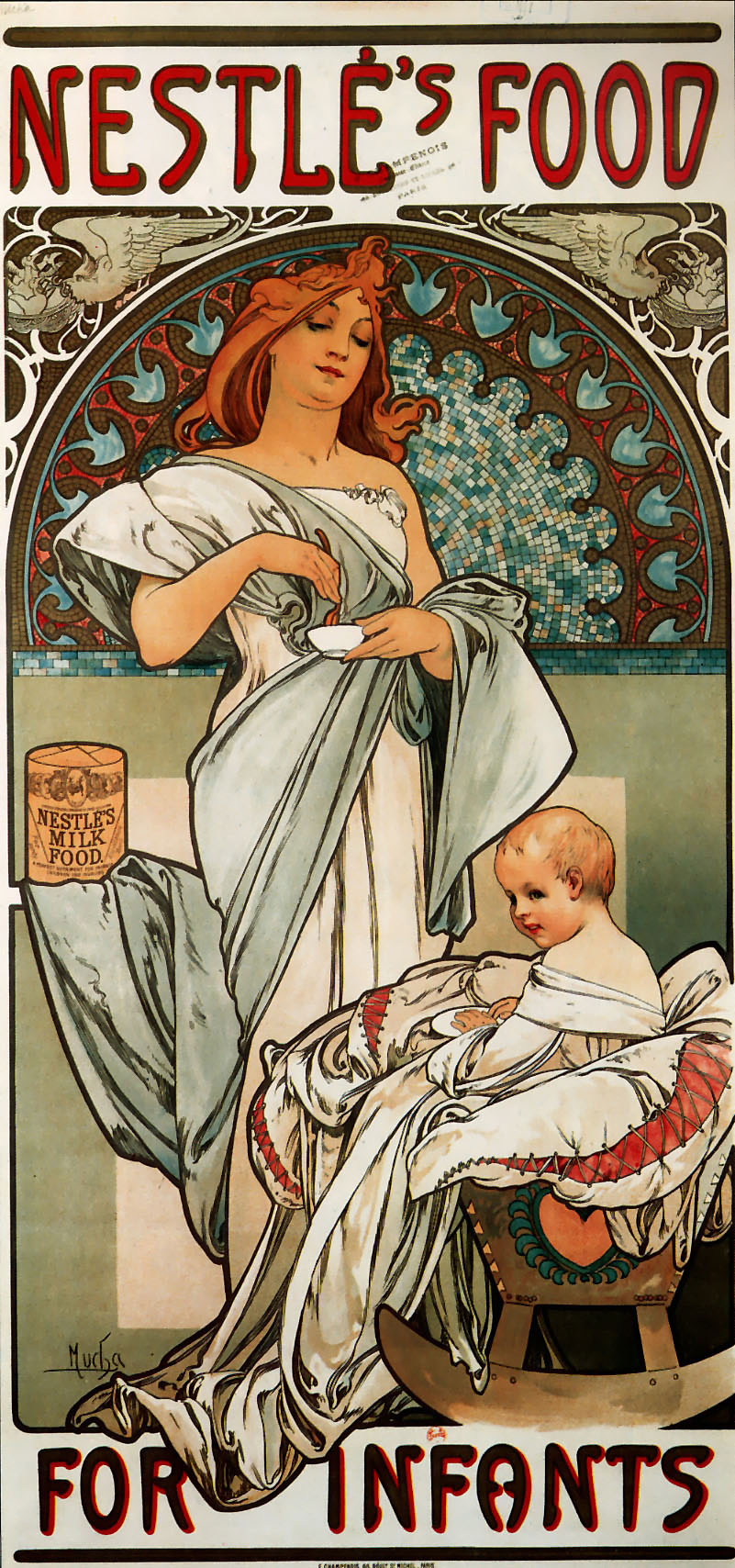
Affiche publicitaire réalisée par Alfons Mucha et Victor Cambournac en 1897 faisant la promotion des aliments pour enfants Nestlé

Jules Monnerat s'occupe de la partie commerciale, Pierre-Samuel Roussy prend la direction de la fabrication des produits et Gustave Marquis s'occupe des achats de lait. Très vite, la société connaît une croissance considérable, au point que plus de 500 000 boîtes de farine lactée sont vendues chaque année, non seulement en Suisse, mais également en Allemagne, en France, au Royaume-Uni, en Italie, en Belgique, aux Pays-Bas et aussi à New York, Melbourne et Buenos Aires.

Évolution du logo de Nestlé.

Après la mort de Pierre-Samuel Roussy en 1880, son fils Émile-Louis Roussy, également neveu par alliance de Jules Monnerat et père du médecin Gustave Roussy, devient administrateur de la société, puis par la suite, aux côtés de son oncle Jules Monnerat, président jusqu'en 1899, l'âme directrice de la société jusqu'en 1905. Émile-Louis Roussy présidera alors le conseil d'administration de la société entre 1905 et 1920. À sa mort, son fils aîné Auguste Roussy lui succédera à ce poste.

### Depuis les années 1990
En 2002, le Nestlé Venture capital fund, qui vise à financer des projets de recherche en sciences de la vie est fondé par Andrea Pfeifer avec un capital de plus de cent millions d'euros. Ceci inaugure un virage stratégique entamé dès 1986 (fondation de Clintec avec Baxter) avec l'établissement d'un pôle d'activité dans la recherche en nutrition et santé.
En juillet 2011, Nestlé rachète 60 % de Hsu Fu Chi International pour 1,7 milliard de dollars. Le 23 avril 2012, Nestlé acquiert la filiale de nutrition infantile de Pfizer pour 11,9 milliards de dollars. Nestlé était en compétition avec Mead Johnson et Danone pour le rachat de la filiale de Pfizer.
En 2012, le groupe compte pratiquement un site de transformation dans chaque pays du monde et emploie près de 328 000 personnes. C’est la plus grande entreprise de ce secteur au monde, avec 110 milliards de francs suisses (CHF) de chiffre d’affaires (2010) (soit environ 120 milliards de dollars).
En novembre 2013, Nestlé vend sa branche Jenny Craig, spécialisée dans les produits pour maigrir, à un fonds d'investissement pour un montant indéterminé. En décembre 2013, Nestlé vend sa participation de 10 % dans Givaudan pour 1,08 milliard de francs suisses. En février 2014, Nestlé vend 8 % des actions de L'Oréal pour 6,5 milliards d'euros. En mai 2014, Nestlé achète à Valeant Pharmaceuticals des produits de soins de la peau pour 1,4 milliard de dollars. En avril 2015, Nestlé est en cours de discussion pour vendre sa filiale Davigel, spécialisée dans la vente de produits surgelés pour les restaurants et hôpitaux, à Brakes Group, une entreprise financière, pour un montant estimé de 200 à 300 millions d'euros.
En octobre 2015, Nestlé est en discussion pour fusionner une grande partie de ses activités dans la crème glacée, notamment celles en Europe et dans certains pays en développement (Égypte, Philippines, Brésil et Argentine), avec R&R Ice Cream, entreprise à qui il a déjà précédemment vendu plusieurs de ses actifs, dans le but de former une co-entreprise,. Ces discussions aboutissent en avril 2016, l'entreprise ainsi formée, dénommée Froneri, comprend également les activités surgelés de Nestlé en Europe, hors pizzas et surgelés italiens ; possédée à 50/50 par Nestlé et PAI (propriétaire de R&R), elle est dirigée par le PDG de R&R Ibrahim Najari depuis la Grande-Bretagne.
En janvier 2016, Nestlé annonce l'acquisition des participations qu'il ne détenait pas, soit 36,3 %, dans Osem, une entreprise israélienne de produits alimentaires, pour 840 millions de dollars. En octobre 2016, Nestlé annonce l'acquisition d'une participation de 15 % dans Aimmune Therapeutics, entreprise médicale spécialiste des allergies alimentaires, pour 145 millions de dollars.
En juin 2017, Nestlé annonce un plan de rachat d'action de 20,8 milliards de dollars, sous la pression d'un fonds d'investissement. En septembre 2017, Nestlé annonce l'acquisition d'une participation de 68 % dans Blue Bottle, une entreprise américaine de cafés, pour 425 millions de dollars. En novembre 2017, Nestlé annonce l'acquisition de Chameleon Cold-Brew, une entreprise spécialisée dans le café biologique. En décembre 2017, Nestlé annonce l'acquisition d'Atrium Innovations, une entreprise spécialisée dans les compléments alimentaires, pour 2,3 milliards de dollars. Cette même année, l'entreprise avait avalé Sweet Earth Foods, spécialiste américain des sandwichs sans viande.
En janvier 2018, Nestlé annonce la vente de ses activités dans la confiserie chocolatée aux États-Unis, incluant les marques BabyRuth, Butterfinger et Crunch à Ferrero pour 2,8 milliards de dollars. En mai 2018, Nestlé annonce obtenir la licence Starbucks pour vendre du café en grande distribution, pour 7,15 milliards de dollars. En mai 2019, Nestlé annonce être en discussion pour vendre ses activités dermatologiques pour 10 milliards de dollars à un fonds d'investissement.
Début juillet 2019, Nestlé présente à ses salariés de Nestlé Waters de Vittel et Contrexéville (Vosges) un plan de réorganisation des usines d'embouteillage implantées dans ces deux villes,. Ce plan prévoit le départ d'une centaine de salariés qui ne seront pas remplacés d'ici à 2022.

## En Suisse

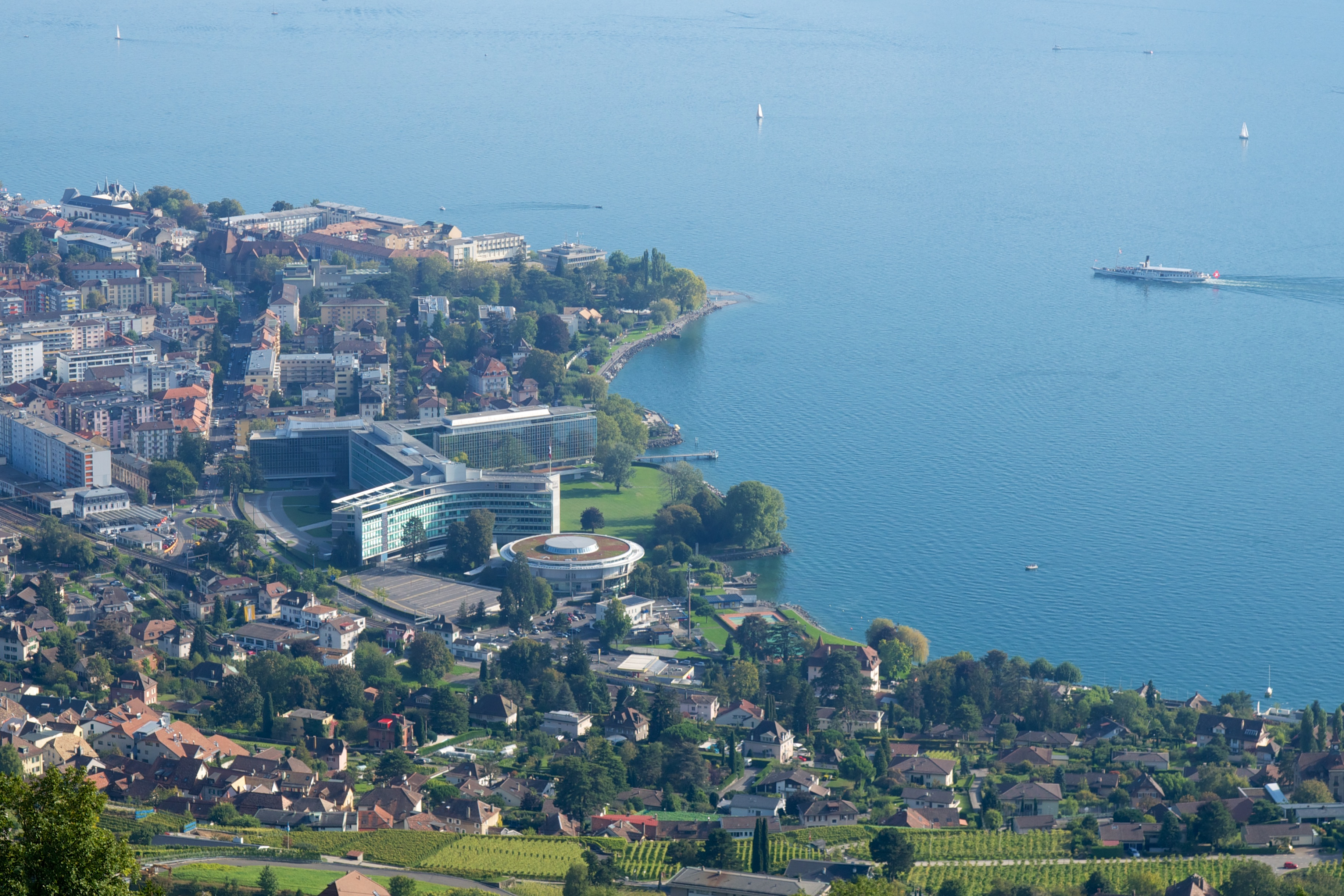
Siège social de Nestlé à Vevey.

Le siège de Nestlé est établi depuis 1960 au nord de Vevey à l'avenue Nestlé 55 au lieu-dit En Bergère dans un bâtiment construit par Jean Tschumi inspiré par le Corbusier. Le premier bâtiment du site et les archives de Nestlé sont inscrits comme biens culturels suisses d'importance nationale. Le premier siège administratif de l'entreprise Nestlé & Anglo-Swiss Condensed Milk Company est un bâtiment néo-classique construit en 1913-1917 par Adolphe Burnat au bord du Léman au quai Perdonnet 25. Depuis 1985, le bâtiment accueille l'Alimentarium, un musée consacré à l'alimentation.
Le siège de Nestlé Suisse SA est situé à Entre-deux-Villes sur les communes de Vevey et de La Tour-de-Peilz.
Le musée interactif de Nestlé « Le nest », établi dans la zone industrielle historique de Vevey à proximité de la gare, a été inauguré en 2016. Le musée a fermé en 2019.
Nestlé est présent en Suisse à Vevey (centre administratif), Bursins (centre administratif, de transformation et de vente), Orbe (centre de transformation), Broc (centre de fabrication du chocolat Cailler), Konolfingen (centre de transformation), Wangen (centre de transformation), Bâle (centre de transformation), Hirzel (centre de transformation et de vente) et Rorschach (centre administratif, de transformation et de vente). Le plus gros centre de recherche de la société (Nestlé Research Center) est établi à Vers-chez-les-Blanc, dans les hauteurs de Lausanne.

## Marques du groupe
Nestlé est une marque enregistrée dans de multiples pays,. Voici un recensement des marques du groupe (qui compte parmi les plus grands embouteilleurs mondiaux), dont certaines sont distribuées dans des régions délimitées.
BoissonsNescafé, Taster’s Choice, Ricoré, Ricoffy, Nespresso, Bonjour, Bonka, Nescafé Dolce Gusto, Zoégas, Loumidis (en), Gold Blend (en), Blend 37, Alta Rica, Cap Colombie, Cappuccino, Decaff, Fine Blend, Coffee Mate (en)
EauxNestlé Pure Life (en), Nestlé Aquarel, Perrier, Vittel, Contrex, Sanpellegrino, Acqua Panna (en), Levissima, Nestlé Vera, Arrowhead, Poland Spring, Deer Park, Al Manhal, Ozarka, Hépar, Ice Mountain, Zephyrhills, Viladrau, Naleczowianka, Valvert, Ashbourne, Buxton, Vittelloise, Henniez, Cristalp, Ste Alix, St Lamber, Sohat
Autres boissonsRomanette, Nestea, Nesquik, Nescau, Milo, Carnation, Caro, Build-up, Elevenses, Flo-Mix, Libby's C Drinks, Mix-O-Choc, Moonshine, Nescoré, Nesfit, Slender, Superquik, Um Bongo, Aero, X-drink, Nespresso, Spécial T, Nescafé Dolce Gusto, Nesfluid, Nestlmalt
Yaourts et autres produits laitiersChambourcy, La Roche aux Fées, Gloria, Bären Marke, Sveltesse, La Laitière, La Lechera, Flanby, Ski, Yoco, Svelty, Molico, LC1, Chiquitin, Creola, Coffee mate, Fruttolo, Crunch.
GlacesFrisco, Motta, Camy, Savory, Peters, Mövenpick, Schöller, Dreyer's, Lyons Maid ice cream, Fox's Glacier Minst, Extrême
Produits instantanésNan, Lactogen, Beba, Nestogen, Cérélac, Neslac, Nestum, Guigoz, Good Start, Mousline, Nidina, Alete, SMA, Follow-Up, Follow-Up Soy, Alsoy, Nursoy, Nestlé Baby Cereal, Nido, Klim (Colombie)
Produits énergétiquesPowerBar, Nesvita, Neston
Compléments santéInnéov Nutricosmetics (fondée à parité avec L'Oréal en 2002), Modulen, Nutren, Peptamen, SOPAD (Société de Produits Alimentaires et Diététiques), Healthy Balance, Sondalis
Condiments/Assaisonnements/Pâtes à tartiner/Autres…Branston Pickle, British Shoyu, British vinegars, Buitoni, Cook-in-the-Pot, Dufrais, Gales honey, Garden Gourmet, Herta, Holgates honey, Le Parfait, Maggi, Pan Yan, Sarsons, Tartex, Sun-Pat, Thomy, Vessen paté, Winiary
SurgelésMaggi, Buitoni, Stouffer’s, Lean Cuisine, Hot Pockets, Herta, Delissio, Findus (Suisse)
Céréales de petit-déjeunerChocapic, FIFA, Fitness, Lion, Nesquik, Shredded Wheat, Shreddies, Cheerios, Apple-Minis, Cinnamon Toast Crunch, Cocoa Puffs, Crisp Rice, Crunch, Energen low calorie wheatflakes, Force, Golden Grahams, Honey Nut Cheerios, Lucky Charms, Team, Robertson's cornflakes, Sunny Jim, Wheatflakes
Chocolats et biscuitsAero, After Eight, Animal Bar, Baci (Chocolate), Baby Ruth, Black Magic, Blue Riband, Breakaway, Butterfinger, Cabana, Cailler, Caramac, Caramel Wafer, Cello, Chokito, Coffee Crisp, Cookies House, Creamola, Crunch, Dairy Crunch, Drifter, Eclipse, Festival, Fruit Pastilles, Frutips, Galak, Good News, Gray & Dunn biscuits, Henri Nestlé collection, Jellytots, Karima, Kit Kat, Lion, Matchmakers, Milky Bar, Montego, Muchies, Novo, Nuts, Polo, Quality Street, Rolo, Rowntree, RPC, Savana, Secret, Smarties, Toffee Crisp, Toffo, Tooty Frooties, Violet Crumble, Walnut Whip, Weekend, Yes, Yorkie
Produits professionnelsChef, Minor's, Santa Rica
Aliments pour animauxFriskies, Fancy Feast, Alpo, Mighty Dog, Gourmet, Mon Petit, Félix, Purina, Dog Chow, Pro Plan, ONE, Beneful, Tidy Cats, Bonzo, Latz, Ralston, Go-Cat, Go-Dog, ALPO, Doko
Produits pharmaceutiques et de cosmétiques d'enfantsAlcon (Novartis), Galderma, Bübchen
Lentilles de contactCare
Soins vétérinaires
IVC Evidencia
Nestlé est le second actionnaire de parfums et de cosmétiques L'Oréal, avec 20,1 % du capital, juste après la famille Bettencourt avec laquelle la société est liée par un pacte d'actionnaire.

## Direction de l'entreprise
Toutes les directions des activités de Nestlé sont basées au siège mondial à Vevey, sauf celle des « Eaux », dénommée Nestlé Waters, dont le siège se trouve à Issy-les-Moulineaux dans le département des Hauts-de-Seine, en France.
Direction générale :
- 1975-1981 : Arthur Fürer
- 1981-1997 : Helmut Maucher (en) ;
- 1997-2008 : Peter Brabeck-Letmathe (salaire de 15 millions de francs suisses en 2008[50]) ;
- 2008-2016 : Paul Bulcke (salaire 9 millions de francs suisses en 2008[50]) ;
- 2017-2024 : Ulf Mark Schneider ;
- Depuis 2024 : Laurent Freixe.

La composition du conseil d'administration est définie par les statuts de la société.
Présidence du conseil d'administration :
- 1973-1982 : Pierre Liotard-Vogt
- 1982-1984 : Arthur Fürer
- 1984-1990 : Paul Jolles (de)
- 1990-2000 : Helmut Maucher (en)
- 2001-2016 : Peter Brabeck-Letmathe
- Depuis 2017 : Paul Bulcke

## Communication

### Activité de lobbying

#### U.s.a
Selon le Center for Responsive Politics, les dépenses de lobbying de Nestlé aux États-Unis s'élèvent en 2018 à 1 500 000 dollars.

#### Europe
Nestlé est inscrit depuis 2011 au registre de transparence des représentants d'intérêts auprès de la Commission européenne, et déclare en 2018 pour cette activité des dépenses annuelles d'un montant compris entre 400 000 et 500 000 euros.

##### France
Nestlé déclare à la Haute Autorité pour la transparence de la vie publique exercer des activités de lobbying en France pour un montant qui n'excède pas 300 000 euros sur l'année 2018.
Le professeur Patricke Tounian de la société française de pédiatrie, est ainsi membre du comité scientifique de Nestlé.

### Sponsoring
Le 21 novembre 2016, Nestlé signe un accord de sponsoring avec le FC Barcelone (marques Nesquik et Milo). C'est la première fois que Nestlé sponsorise un club sportif.

## Mises en cause et controverses
(septembre 2018).

### Forages illégaux et traitements interdits des eaux minérales
Le 10 septembre 2024, le tribunal  d'Épinal (France) a validé la procédure entre le parquet et Nestlé dans l'affaire des forages illégaux et des traitements interdits des eaux minérales. Alors que les délits sont estimés à 3 milliards d'euros, la société reçoit une amende de 2 millions d'euros, ce qui « déclenche la colère des ONG ». Les faits auraient duré plus de 15 ans, la convention de justice permet ainsi à Nestlé d'échapper à un procès.

### Politique sociale
Un conflit oppose depuis 2007 Nestlé au syndicat indonésien affilié à l'UITA. Face à cela, le syndicat porte plainte auprès de l'OCDE pour violation de ses principes directeurs et la plainte est jugée recevable. En effet, dans son usine située dans le district de Panjang à Bandar Lampung en Indonésie, Nestlé refuse de dévoiler les salaires de ses employés afin de ne pas les intégrer dans la convention collective en cours d'élaboration.

### Publicité du lait en poudre
Une étude menée par des chercheurs britanniques montre, au milieu des années 1970, la supériorité pour la croissance des nouveau-nés du lait maternel sur le lait en poudre, a fortiori dans les pays dépourvus d'eau potable en quantité suffisante. En 1979, 150 organisations internationales fondent l'IBFAN (International baby food action network) ou Réseau international pour l’alimentation infantile dont l'objectif est de lutter contre la stratégie de communication de l'industrie du lait en poudre qui s'appuie, en particulier dans les pays en développement, sur la prétendue supériorité de celui-ci sur le lait maternel. Aux États-Unis, l’International Nestlé boycott committee, constitué d'une trentaine d'ONG et d'églises lance en 1977 une campagne de boycott, principalement suivie en Amérique du Nord, en Grande-Bretagne, en Suède et en Allemagne[réf. nécessaire]. Une session extraordinaire de l'Organisation mondiale de la santé vote en 1981 un code international pour la commercialisation du lait en poudre. Il interdit toute forme de publicité incitant à la substitution du lait en poudre au lait maternel. Ce code est signé en 1984 par Nestlé, qui a cependant été à plusieurs reprises accusée par des ONG ou des journalistes de violer ce code.
En 2010, un rapport de l’IBFAN dénonce les méthodes utilisées en Indonésie par les multinationales Nestlé, Danone et Friesland pour promouvoir le lait en poudre auprès du personnel hospitalier aux dépens de la santé des femmes et des nouveau-nés. La situation est également dénoncée par l'association Save the Children.

### Dettes du gouvernement éthiopien
En décembre 2002, l'ONG Oxfam révèle que Nestlé réclame six millions de dollars à l'Éthiopie en compensation de la nationalisation de l'entreprise éthiopienne Elidco (Ethiopian Livestock Development) par le gouvernement de Mengistu en 1975. Nestlé refuse dans un premier temps l'offre d'arrangement d'un million de dollars et demi proposée par le gouvernement éthiopien, car le gouvernement du pays a vendu en 1998 l’entreprise expropriée à un homme d’affaires local pour la somme de 8,7 millions de dollars. Sous la pression de l'opinion publique, Nestlé signe un accord le 23 décembre 2002 pour la somme de 1,5 million de dollars et déclare vouloir consacrer cette somme à des projets de lutte contre la famine dans la région, en collaboration avec la Croix-Rouge internationale.

### Réétiquetage de boîtes de lait périmé
En décembre 2002, la police colombienne découvre que Nestlé procède au réétiquetage de 200 tonnes de lait périmé ; en effet, à plusieurs reprises, Nestlé de Colombia SA a fait renouveler les emballages et les étiquettes de produits laitiers périmés importés de pays d'Amérique latine, mettant par la même occasion en danger la vie et la santé de la population colombienne. Avant et après la confiscation par l’État des produits périmés, le comportement de Nestlé envers les employés s’est caractérisé par des tentatives d’intimidation, pour éviter que des salariés ne dénoncent les pratiques illégales de celle-ci.

### Participation à la déforestation
En mars 2010, Greenpeace lance une campagne contre Nestlé qui, selon l'association, contribue à la déforestation en Indonésie. Un film fait notamment le buzz autour de la marque Kit Kat. Cette campagne cherche à démontrer que l'utilisation de l'huile de palme dans des produits de Nestlé contribuerait à l'éradication de l'écosystème de plusieurs espèces animales dont les orangs-outans. En détournant l'un des produits phares du géant de l'agroalimentaire, Greenpeace permet notamment aux internautes d'employer un « avatar » détourné de la marque KitKat, transformé en Killer, pour relayer sur les différents médias sociaux, leur appel au boycott ou leurs critiques de la marque. La page Facebook de Nestlé fait notamment l'objet de plusieurs centaines de posts très virulents et la gestion de crise de Nestlé, sur ce sujet, défraie la chronique chez les experts du secteur,,,. En effet, ceux-ci reprochent à Nestlé d'avoir dans un premier temps, d'une certaine manière, rompu le dialogue avec les internautes, et agité le chiffon rouge, en les menaçant, sur Facebook, de supprimer leurs posts si ceux-ci employaient des avatars détournant une marque de Nestlé. Les internautes se sont d'autant plus déchaînés. Dans un second temps, les détracteurs reprochent à Nestlé d'avoir répondu de manière trop institutionnelle (et non pas sur le ton sur lequel les internautes l'interpellaient) sur sa volonté de revoir l'usage, dans ses produits, de l'huile de palme, à l'horizon 2015 (soit cinq ans plus tard).
Quelques jours auparavant, le jour même du début de la campagne de Greenpeace, Nestlé avait pourtant déjà annoncé, pour couper court à la polémique — mais en vain — sa décision de ne plus s'approvisionner auprès de Smart, le premier producteur indonésien d'huile de palme, suivant les exemples de Kraft et Unilever.

### Droits d'utilisation de musique dans les publicités
Feeling Good est une reprise par le groupe Muse (album Origin of Symmetry) d'une chanson de Nina Simone. Nestlé a essayé de l'utiliser dans une de ses publicités pour le café en Angleterre. Nestlé a demandé une première fois s'il pouvait l'utiliser, mais le groupe musical a refusé de céder ses droits. Pourtant, Nestlé a continué de l'utiliser, ce qui a conduit Muse à intenter une action en justice contre cette marque. Nestlé a été reconnu coupable et a dû supprimer la chanson de sa publicité et payer au groupe 500 000 £ (soit 756 000 €) de dommages-intérêts (que le groupe a donnés à l'association Oxfam). Nestlé a alors remplacé la version de Muse par une imitation de la version de Nina Simone[réf. nécessaire].

### Contamination bactérienne aux États-Unis
En juin 2009, des produits de Nestlé, faits à partir de pâte à cookies, ont été rappelés aux États-Unis, les produits contenant la bactérie E. coli O157, habituellement associée à des contaminations fécales. Soixante-neuf personnes ont été intoxiquées dans vingt-et-un États. Nestlé refuse aux inspecteurs alimentaires l’accès à plusieurs documents. Les inspecteurs de la Food and Drugs Administration (FDA) n'expliquent pas comment cette bactérie a pu être présente dans des produits fabriqués à partir de pâte à cookies. Nestlé, qui détient 41 % du marché des pâtes à cookies, avertit qu'il ne faut pas manger cette préparation crue (au risque d'être éventuellement touché par la salmonelle, bactérie affectant les œufs crus). Nestlé a ultérieurement annoncé une reformulation de ses recettes impliquant le remplacement de la farine de blé crue par une farine thermisée[réf. nécessaire].

### Espionnage de l'association ATTAC
L'entreprise Nestlé a mandaté la société de surveillance Securitas SA pour espionner, à partir de l'été 2003, la section vaudoise de Attac Suisse qui prépare le livre Attac contre l'empire Nestlé,. Une employée de Securitas est infiltrée dans les réunions d'Attac et écrit une trentaine de rapports pour ses supérieurs en s'intéressant de très près au groupe de travail qui rédige le livre. Elle se charge même du chapitre sur « marché du café », et fait valider ses notes par les responsables de Nestlé. Une deuxième taupe vient prendre le relais quand la première démissionne après 10 mois. L'affaire est révélée en 2008 par la Télévision suisse romande et Attac dépose une plainte pénale contre Nestlé et Securitas le 20 juin 2008. Les espionnes Shinta Juilland et Fanny Decreuze refusent de témoigner.
L'instruction pénale se termine par un non-lieu prononcé en juillet 2009, le juge estimant que les faits sont prescrits, car il n'a pas pris en considération les activités de la deuxième taupe de 2005 à 2008 dont l'activité a été découverte après le dépôt de la plainte pénale. Le tribunal civil de Lausanne, par contre, a condamné Nestlé et Securitas pour espionnage, les deux sociétés devant payer 3 000 francs par personne lésée aux plaignants, en plus des frais de justice et des dépens.

### Fraude à la viande de cheval de 2013
Nestlé n'est pas épargné par le scandale de la fraude à la viande de cheval de 2013. Le 19 février, la branche portugaise du groupe annonce par un communiqué que des tests ont mis en évidence des traces d'ADN de cheval dans un plat de lasagnes congelées transformées à base de bœuf, en France et destinées aux industries de la restauration en France et au Portugal (lasagnes à la bolognaise gourmandes).
Nestlé retire également en Italie des raviolis et des tortellinis vendus sous la marque commerciale Buitoni Beef Ravioli et Beef Tortellini en raison d'un mauvais étiquetage. Mais aucune trace de viande de cheval n'y a été trouvée.
Conséquence de cette crise, la chute de ventes de plats préparés a conduit Nestlé à cesser la production de lasagnes et hachis parmentier surgelés dans son usine de Beauvais (Oise) en France, supprimant au passage 120 postes de travail.

### Manœuvres sur le lait en Afrique
En 2007, trois familles camerounaises portent plainte contre Nestlé pour avoir provoqué la mort de leurs enfants avec des substituts végétaux vendus comme du lait infantile. Cette affaire résonne avec le boycott de Nestlé dans les années 1970 à la suite de la parution du livre Le tueur de bébés.
Au Cameroun encore, Pius Bissek, PDG de Codilait, accuse Nestlé d'avoir importé du lait à base d’huile de palme et de coco, faisant ainsi couler la concurrence. Il gagne son procès en juillet 2010, Nestlé étant condamné à lui verser 1 million d'euros de réparation. Après différentes procédures lancées en appel pour obtenir un dédommagement plus important, Pius Bissek gagne son procès contre Nestlé en juin 2017 au terme de 17 ans de marathon judiciaire : Nestlé est condamné à lui verser 517 millions de FCFA de dommages et intérêts, soit 223 millions de FCFA de moins que lors du jugement de première instance de 2010,.
Au Sénégal, Amadou Moctar Sow, PDG de la SIPL (Société Industrielle de Produits Laitiers), parle d'une association entre la Société générale de banques au Sénégal (SGBS) et Nestlé pour faire tomber son entreprise de production laitière. En avril 2014, la chaîne France 5 diffuse le documentaire Un empire en Afrique qui revient sur les manœuvres de Nestlé pour conquérir les marchés africains à tout prix,.

### Travail forcé et travail des enfants
En novembre 2016, Amnesty International publie un rapport dénonçant le travail des enfants et l'esclavage dans les plantations indonésiennes de palmiers à huile fournissant des entreprises comme Nestlé, Unilever, Kellogg's, Colgate-Palmolive et Procter & Gamble,. Aux États-Unis, il y a eu un procès concernant l'implication de Nestlé dans l'esclavage des enfants en Afrique,. En 2019, Nestlé annonce qu'il ne peut pas garantir que ses produits chocolatés sont exempts de travail d'enfants esclaves, car la traçabilité n'est assurée que sur 49 % de ses achats. Le Washington Post souligne que l'engagement de mettre fin sous 4 ans à l'esclavage des enfants dans la filière du chocolat, pris en 2001 sous la pression du Congrès des États-Unis, n'a pas été tenu en 2005 ni lors des échéances successives de 2008 et 2010, et qu'il ne le sera pas non plus en 2020.

### Opposition aux avertissements sanitaires

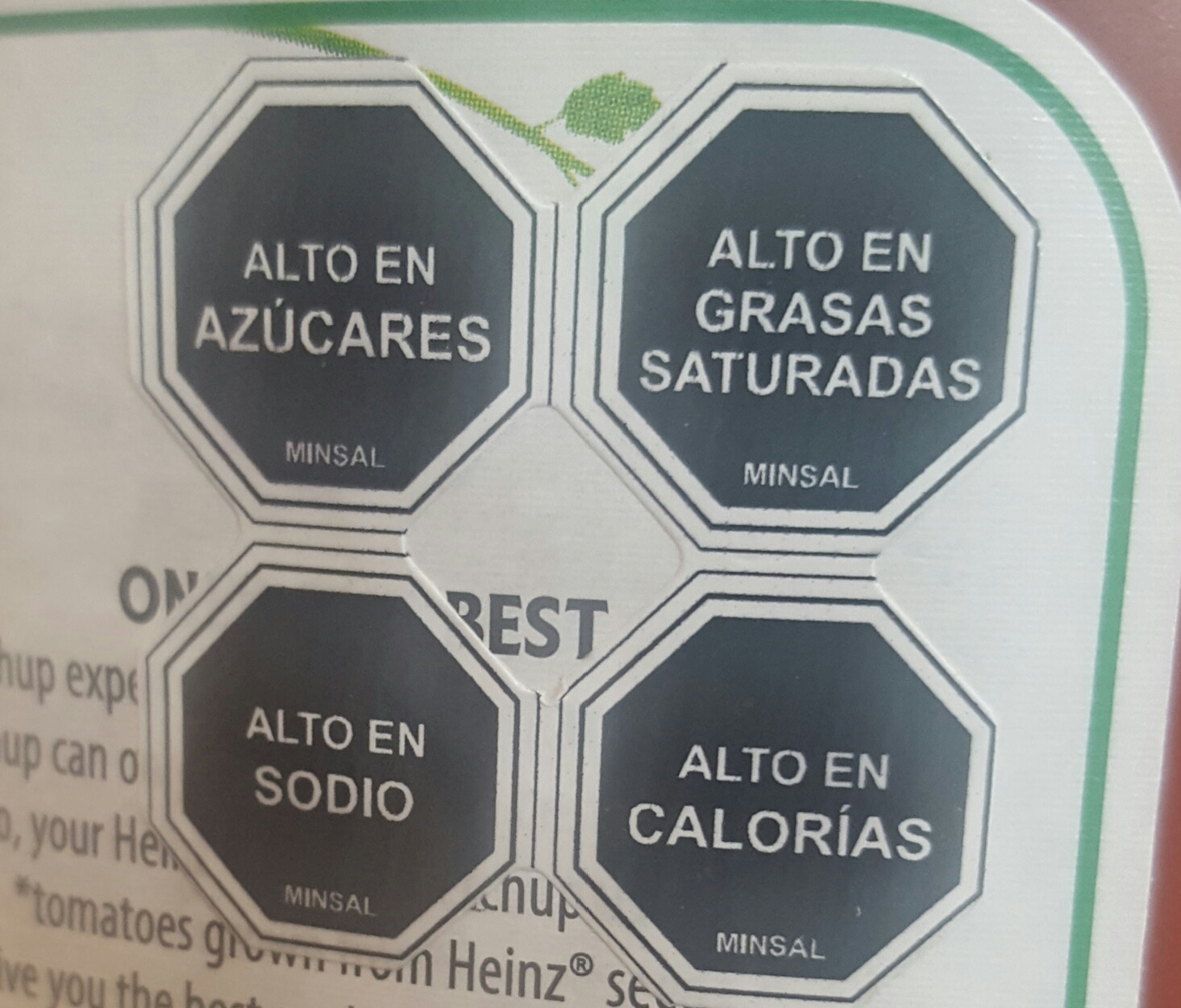
Avertissement sanitaire chilien sur un produit riche en sucre, sel, graisses saturées et calories.

Notamment entre 2013 et 2019, Nestlé demande au Secrétariat d'État à l'économie (Suisse) de s'opposer à des politiques de santé publique au Mexique, en Équateur, au Chili et au Pérou – en particulier des avertissements sur des aliments obésogènes,,. Nestlé s'est opposé au Nutri-score jusqu'en 2019 ; il l'a ensuite promu pour éviter un étiquetage plus strict comme au Mexique.

### Écoblanchiment de sa marque Vittel
En 2019, Nestlé Deutschland s'est vu remettre par l'association Deutsche Umwelthilfe le Vautour d'or (Goldener Geier), récompensant l'écoblanchiment de l'entreprise, pour la pollution qu'elle a engendrée tout en s'offrant une image écoresponsable, en particulier pour la bouteille en plastique à usage unique créée par sa marque Vittel pour l'eau minérale importée en Allemagne.

### Invasion de l'Ukraine par la Russie
Pour Nestlé, la Russie représente un marché d'expansion. Le géant de l'alimentaire y génère un revenu annuel de 1,65 milliard d'euros soit environ 2 % de son revenu global, et y emploie 7 000 personnes,.
Le 17 mars 2022, à la suite de l'invasion de l'Ukraine par la Russie, le premier ministre ukrainien, Denys Shmyhal a exhorté Mark Schneider, directeur de Nestlé, à suspendre ses activités en Russie. Le 19 mars, le président ukrainien Volodymyr Zelensky a renouvelé cette demande, soulignant que les impôts payés par Nestlé en Russie soutiennent l'économie russe et aident à financer l'invasion de l'Ukraine,. Face à ces mises en cause, Nestlé a publié un communiqué et réplique qu'ils se doivent de protéger leurs salariés.

### Contamination parEscherichia colien 2022
En mars 2022, un rappel de produit est effectué sur toute la gamme de pizzas surgelées Fraîch’Up de la marque Buitoni de Nestlé après l'apparition de cas d'infection liés à l'ingestion de la bactérie Escherichia coli. L'hygiène de l'usine Nestlé France de Caudry (Nord) est remise en cause. Cette contamination provoque le décès de deux enfants en France.
À la suite de deux inspections d'hygiène approfondies menées les 22 et 29 mars 2022 par des agents de la direction départementale de la protection des populations (DDPP) du Nord et de la direction générale de la concurrence, de la consommation et de la répression des fraudes (DGCCRF), un arrêté préfectoral pris le 1er avril 2022 décide de l'arrêt de l'activité industrielle de production alimentaire des deux lignes de production de pizzas de l'usine SPAC-Nestlé de Caudry. Des photos publiées dans les médias montrent une usine sujette à de gros problèmes d'hygiène et de maintenance (nourriture et déchets non alimentaires laissés au sol, champignons au mur, déchets alimentaires coincés dans les machines durant plusieurs jours, vers de farine sur la chaîne de production, installations vétustes situées trop près de la nourriture, présence de rongeurs dans les locaux) ainsi que de graves négligences humaines (non-respect du lavage des mains, cycles de congélation et décongélation, etc.),.
En mai 2022, une seconde plainte est déposée contre Buitoni et Nestlé, propriétaire de la marque, à la suite d'une allégation d'intoxication avec la gamme de pizzas « Bella Napoli ».
En juin 2022, des lots interdits étaient encore commercialisés dans 2 magasins Franprix à Paris.
Le 30 mars 2023, Nestlé a annoncé la fermeture définitive de l'usine de Buitoni, située à Caudry. Cette décision fait suite au scandale sanitaire issu de cette usine de production et ayant potentiellement causé plusieurs intoxications mortelles,. À la suite de cette décision, le groupe Neslé s'est engagé à fournir aux 140 salariés de l’usine de Buitoni « une opportunité de reclassement interne ».
Le 31 mars 2023, un accord « d'indemnisation amiable » a été signé entre Nestlé et les dizaines de victimes du scandale pizzas Buitoni contaminés par la bactérie E. coli. Le montant de cet accord d'indemnisation n'a pas été dévoilé. Il a pour effet de clore le volet civil de l'affaire et n'a aucune incidence sur son volet pénal (dans la mesure où l'action pénale n'est pas éteinte),.

### Polémique autour de la citation: «L'accès à l'eau ne fait pas partie des droits de l'homme. Il devrait être privatisé»
La citation « L'accès à l'eau ne fait pas partie des droits de l'homme. Il devrait être privatisé » est largement relayée sur Internet et souvent attribuée à Peter Brabeck-Letmathe, ancien PDG de Nestlé. Pourtant, il ne l’a jamais formulée ainsi. Il s’agit d’une interprétation de propos tenus en 2005 dans le documentaire We Feed the World.

Brabeck y opposait deux visions : celle des ONG, qu’il qualifiait d’« extrême », soutenant la nationalisation de l’accès à l’eau, et celle considérant l’eau comme une denrée alimentaire ayant une valeur marchande. Il déclarait :
« Il est préférable, selon moi, de donner une valeur à une denrée afin que nous soyons tous conscients qu’elle a un coût. »
Il précisait aussi qu’il fallait mettre en place « des mesures adaptées pour les franges de la population qui n’ont pas accès à cette eau ». Face aux critiques, Nestlé a plusieurs fois démenti l’interprétation de cette citation. En 2013, Brabeck déclarait dans une vidéo :
« Il existe apparemment quelques fausses interprétations concernant mes idées sur l'eau (…) j'ai toujours soutenu le droit humain à l'eau. »
En 2017, Nestlé a de nouveau affirmé que ses propos avaient été sortis de leur contexte, et sur son site, la société indique :
« Peter Brabeck-Letmathe croit fermement que l'eau est un droit humain. »
La citation, bien que fausse, continue à circuler sur les réseaux sociaux, avec des milliers de partages recensés par des outils d’analyse comme Crowdtangle.

### Affaire des eaux Nestlé
En septembre 2024, Nestlé reconnaît avoir eu recours à des traitements interdits pour faire face à des problèmes de contaminations notamment bactériologiques de ses eaux en bouteille (Perrier, Vittel, Hépar, Contrex…), et accepte de payer une amende de 2 millions d'euros pour éviter une potentielle condamnation pénale.
Début février 2025, le journal Le Monde et la cellule investigation de Radio France révèlent que l'Élysée et Matignon ont autorisé la commercialisation par Nestlé d'eaux non conformes à la réglementation sanitaire, malgré des recommandations d'interdiction émises dès janvier 2023 par la direction générale de la Santé. Des documents internes témoignent par ailleurs de nombreux échanges entre Nestlé et divers conseillers et directeurs de cabinets de responsables politiques,. En novembre 2024, le Sénat ouvre une commission d'enquête sur l'industrie de l'eau en bouteille, et notamment sur ses liens avec le pouvoir. Après le refus du secrétaire général de l'Élysée Alexis Kohler de répondre à une convocation, le contenu des échanges entre l'Élysée et Nestlé sont rendus publics, et des poursuites judiciaires sont annoncées. La commission d'enquête sénatoriale présente ses résultats le 19 mai 2025. En particulier, elle montre que Nestlé a obtenu le soutien du gouvernement pour obtenir que l’agence régionale de santé (ARS) supprime des éléments de son rapport indiquant que les sources de Perrier sont contaminées par des pesticides et des bactéries.

## Chiffres-clés

### Historique du chiffre d'affaires
| Année | Chiffre d'affaires | EBIT   | Bénéfice net | Fonds propres | Capitalisation boursière | Nombre d'actions cotées | Employés | Usines |
| ----- | ------------------ | ------ | ------------ | ------------- | ------------------------ | ----------------------- | -------- | ------ |
| 2023  | 92 998             |        |              |               |                          |                         | 270 000  | 340    |
| 2022  | 94 424             |        |              |               |                          |                         | 275 000  | 344    |
| 2021  | 87 088             |        |              |               |                          |                         | 276 000  | 368    |
| 2020  | 84 343             |        |              |               |                          |                         |          |        |
| 2019  | 92 568             |        |              |               |                          |                         |          |        |
| 2018  | 91 439             |        |              |               |                          |                         |          |        |
| 2017  | 89 590             |        |              |               |                          |                         |          |        |
| 2016  | 89 469             |        | 8 883        |               |                          |                         |          |        |
| 2015  | 88 785             |        | 9 467        |               |                          |                         |          |        |
| 2014  | 91 612             |        | 14 456       |               |                          | 3 224 800 000           | 339 000  | 442    |
| 2013  | 92 158             |        | 10 015       |               |                          |                         |          |        |
| 2012  | 92 186             |        | 10 611       |               |                          |                         |          |        |
| 2011  | 83 642             |        | 9 158        |               |                          |                         |          |        |
| 2010  | 93 015             |        |              |               |                          |                         |          |        |
| 2009  | 107 618            |        |              |               |                          |                         |          |        |
| 2008  | 109 908            |        |              |               |                          |                         |          |        |
| 2007  | 107 552            |        |              |               |                          |                         |          |        |
| 2006  | 98 458             | 13 302 | 9 197        | 52 848        | 166 152                  |                         | 265 000  |        |
| 2005  | 91 075             | 11 720 | 7 995        | 49 847        | 152 576                  | 403 520 000             | 253 000  | 487    |
| 2004  | 86 769             | 10 970 | 6 717        | 39 219        |                          |                         | 247 000  | 500    |
| 2003  | 87 979             | 11 006 | 6 213        | 36 880        |                          |                         | 253 000  | 511    |
| 2002  | 89 160             | 10 940 | 7 564        |               |                          |                         |          | 508    |
| 2001  | 84 698             | 9 987  | 6 681        |               |                          |                         |          |        |
| 2000  | 81 422             | 9 911  | 5 763        | 29 904        |                          |                         | 224 541  | 479    |
| 1999  | 74 660             | 7 914  | 4 724        | 24 453        |                          |                         | 230 929  | 509    |
| 1998  | 71 747             |        | 4 291        |               |                          |                         | 231 881  | 522    |
| 1997  | 69 998             |        | 4 182        |               |                          |                         | 225 808  | 495    |
| 1996  | 60 490             |        | 3 592        |               |                          |                         | 225 808  |        |

### Répartition du chiffre d'affaires 2023
| Produits                           | CA   | Pourcentage |
| ---------------------------------- | ---- | ----------- |
| Boissons liquides et en poudre     | 24,8 | 26,7 %      |
| Produits pour animaux de compagnie | 18,8 | 20,2 %      |
| Nutrition et Health Science        | 15,3 | 16,5 %      |
| Plats préparés et aides culinaires | 11,7 | 12,6 %      |
| Produits laitiers et Glaces        | 11,0 | 11,8 %      |
| Confiserie                         | 8,1  | 8,7 %       |
| Eaux                               | 3,3  | 3,5 %       |
| Total                              | 93   | 100 %       |

| Zones géographiques      | CA    | Pourcentage |
| ------------------------ | ----- | ----------- |
| Amérique du Nord         | 32,55 | 35,0 %      |
| Europe                   | 22,29 | 24,0 %      |
| Asie, Océanie et Afrique | 19,87 | 21,4 %      |
| Amérique latine          | 12,76 | 13,7 %      |
| Grande Chine             | 5,52  | 5,9 %       |
| Total                    | 93    | 100 %       |

### Actionnariat
Actionnariat de Nestlé par pays d'origine (2014).
- Suisse (35,28 %)
- Etats-Unis (28,53 %)
- Autres (36,19 %)

- 2005 : flottant 97 %
- 2010 : flottant 72,2 % et institutionnels 27,8 %[141]

En 2010, les principaux actionnaires de Nestlé sont Chase Nominees Limited (10,10 %), Citibank (7,00 %), autocontrôle (4,90 %), BlackRock (3,70 %), Nortrust Nominees (3,60 %).
Liliane Bettencourt était également actionnaire à hauteur d'au moins 3 %.